# Johannes Müller (pittore)

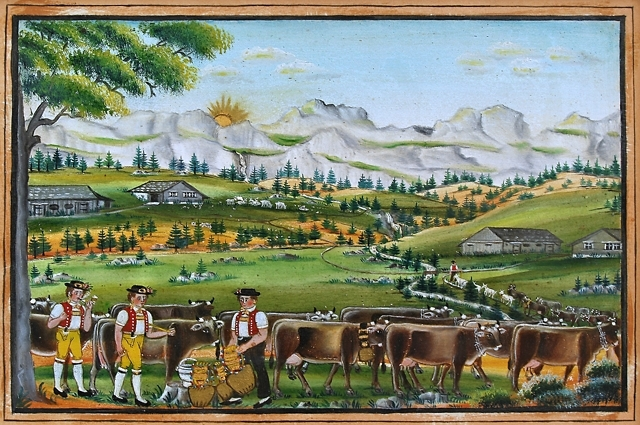
Salita all'alpeggio del 1865

Johannes Müller (Hundwil, 4 ottobre 1806 – Stein, 27 dicembre 1897) è stato un pittore svizzero. È considerato assieme a Bartholomäus Lämmler uno dei precursori dell'arte pittorica alpigiana nella Svizzera orientale.

## Biografia
Figlio di Johannes Müller, mugnaio e agricoltore, e di Anna Katharina Zuberbühler, sposò nel 1829 Anna Katharina Näf, dalla quale ebbe due figli. Dopo la morte di lei nel 1863 sposò nello stesso anno Anna Näf. Residente a Stein per tutta la vita, inizialmente fu decoratore di mobili, poi pittore, vetraio e orologiaio, e acquisì esperienza anche nell'intaglio del legno. Il suo primo dipinto noto è il fondo di un recipiente di legno per la panna (Eimerbödeli) per Martin Weiss. Dal 1835 dipinse numerose opere analoghe e ritratti.
Con l'Alp Wendbläss (1859), primo quadro datato raffigurante una salita all'alpeggio, Müller introdusse una nuova visione del paesaggio nell'arte pittorica alpigiana. Le sue opere successive sono contraddistinte da forme di rappresentazione più stereotipate, anche se ricche di variazioni, che furono riprese da altri artisti specializzati nel genere. Müller influenzò specialmente Anna Barbara Giezendanner e Johannes Zülle. La sua reputazione fece sì che fu uno dei pochi pittori del suo ramo che riuscì a vivere abbastanza bene con i proventi della sua arte.

## Opere

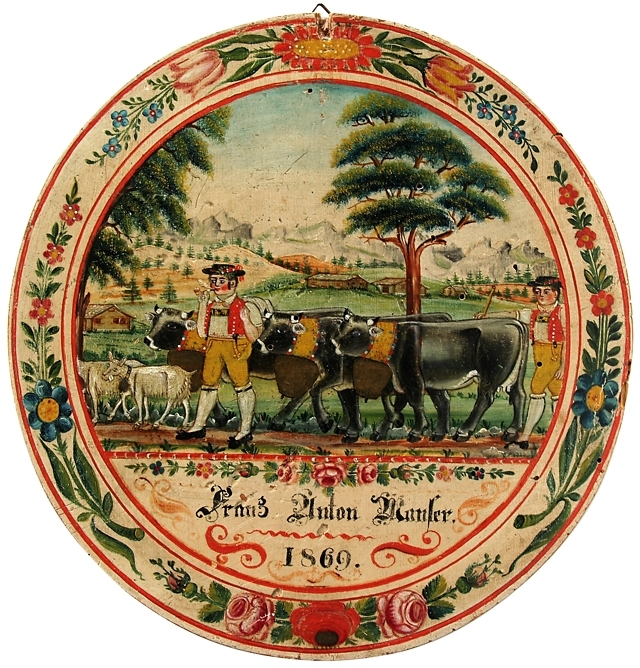
Un Eimerbödeli risalente al 1869

Le opere di Müller, solitamente dipinte con colori a olio su carta o cartone, ricordano come stile quelle di Conrad Starck, primo fra i decoratore di mobili conosciuti nella regione, ad esempio per le modalità di disegno delle mucche e dei pastori. Dagli anni 1850 creò tipiche rappresentazioni delle salite all'alpeggio (Alpfahrt), composte da due pastori, tre mucche con campanacci e una o due capre in primo piano. Tali rappresentazioni erano realistiche e ricche di dettagli, e fecero da modello per molti dei successivi pittori alpigiani. Müller è particolarmente noto per essere stato uno dei primi fra questi a dare un senso di prospettiva ai suoi quadri. Tuttavia, a partire dagli anni 1880, le sue opere persero gradualmente di originalità.
Le opere di Müller sono esposte in vari musei della Svizzera orientale, tra cui il Museo culturale di San Gallo (ex Historische Museum), il Museo d'arte di San Gallo, il Museo del folclore dell'Appenzello e il Museo degli usi e costumi dell'Appenzello.